# Arriaga (kommun)
Arriaga är en kommun i Mexiko.   Den ligger i delstaten Chiapas, i den sydöstra delen av landet, 700 km sydost om huvudstaden Mexico City. Arean är 653 kvadratkilometer.
Terrängen i Arriaga är varierad.
Följande samhällen finns i Arriaga:
- Arriaga
- Punta Flor
- 5 de Mayo
- Las Arenas
- Nuevo San Pablo
- El Arenal
- Nuevo Progreso
- El Pleito
- Agua Fría
- La Soledad
- Eben Ezer